# Piggsvinsfiskar
Piggsvinsfiskar (Diodontidae) är en familj i ordningen blåsfiskartade fiskar som innehåller åtminstone 19 kända arter. De vetenskapliga namnet är bildat av de gammalgrekiska orden di (två) och odous (tand).

## Kännetecken
Piggsvinsfiskar påminner till utseendet något om blåsfiskar, och kan liksom dessa vid fara blåsa upp sig till mellan två och tre gånger sin normala storlek, men har olikt blåsfiskarna taggar på sin hud. Dessa varierar i storlek mellan olika arter, från korta och endast omkring någon centimeter, till upp mot fem centimeter. 
Piggsvinsfiskarnas taggar, tillsammans med förmågan att blåsa upp sin kropp, ger dem ett effektivt skydd mot predatorer, då det gör dem mycket svåra att svälja. Hos vissa arter är taggarna också utspärrade endast när kroppen är uppblåst, och ligger annars infällda mot kroppen.
Flertalet arter i familjen har en längd på omkring 30 centimeter, men några arter kan bli upp mot 90 centimeter långa.

## Utbredning
Piggsvinsfiskar finns i Atlanten, Indiska oceanen och Stilla havet, främst i tropiska eller subtropiska vatten. Arterna besöker ibland bräckt vatten. De är särskilt vanliga vid korallrev.

## Levnadssätt
Vuxna piggsvinsfiskar har få fiender förutom hajar och späckhuggare. 
Födan består av ryggradslösa djur, som musslor och koralldjur, som de krossar med sina kraftiga käkar. Äggen lämnas i det öppna havet.

## Släkten och arter (urval)
- Atinga
- Diodon
  - Igelkottfisk (Diodon hystrix)
- Chilomycterus